# Yamen

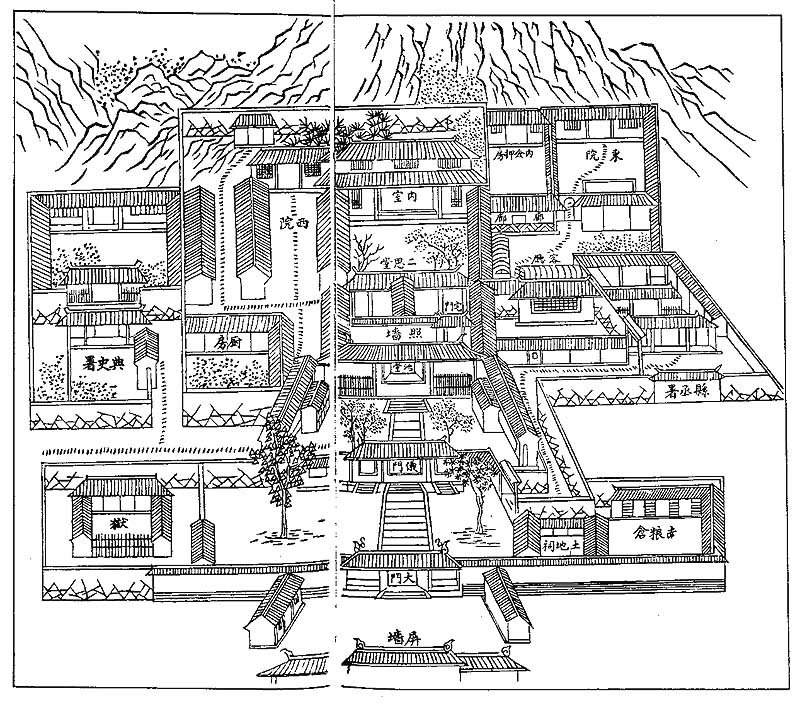
Dibuix de la planta del yamen de Shaoxing Fu (Província de Zhejiang), 1803

Un yamen (ya-men; xinès simplificat: 衙门; xinès tradicional: 衙門; pinyin: yámén; Wade–Giles: ya²-men²) era l'oficina administrativa i / o la residència d'un buròcrata local o mandarí a la Xina imperial. Un yamen també podia ser qualsevol oficina governamental o organisme encapçalat per un mandarí, en qualsevol nivell de govern: les oficines d'un dels Sis Ministeris era un yamen, però també ho era una magistratura de la prefectura. El terme ha estat àmpliament utilitzat a la Xina durant segles.
En un yamen local, el buròcrata administrava els assumptes del govern de la ciutat o regió. Les responsabilitats típiques del buròcrata incloïen el finançament local, les obres d'infraestructura, el judici dels casos civils i penals, i l'emissió de decrets i polítiques.
En general, el buròcrata i la seva família immediata vivien en una residència unida al yamen. Això va ser especialment cert durant la dinastia Qing, quan la llei imperial va prohibir a una persona a prendre possessió del govern en la seva província natal.
El yamen variava molt en grandària, depenent del nivell de govern que administrava, així com l'antiguitat de l'oficina del buròcrata. No obstant això, un yamen a nivell local normalment tenia característiques similars: una porta d'entrada, un pati i una sala (en general servia com un tribunal de justícia); oficines, cel·les de presó i magatzems; i residències per al buròcrata, la seva família i el seu personal.
En l'àmbit provincial o superior, es va produir en major mesura l'especialització dels funcionaris. Per exemple, els tres principals funcionaris d'una província (xinès simplificat: 三大宪; xinès tradicional: 三大憲; pinyin: Sàn Dà Xiàn; literalment: els tres grans de la llei) controlaven el poder legislatiu, executiu, judicial i els assumptes militars de la província o regió. En conseqüència, els seus yamen estaven especialitzats d'acord amb les funcions de l'oficina. Els grans yamen del govern central, que es trobaven a la capital, eren les oficines més exclusivament complexes.

## Després de 1911
La institució dels yamen va ser víctima de l'aixecament de Wuchang (武昌起義) i la Revolució Xinhai (辛亥革命), després de la qual cosa els senyors de la guerra sovint es convertien en les màximes autoritats, malgrat els millors esforços de Sun Yat-sen per establir una República de la Xina que cobriria tota la Xina. Sun Yat-sen va tractar d'establir una forma d'autogovern o autonomia sobre una base regional (o local), però es va trobar que necessitava burocràcia per dirigir un país tan gran com la Xina. Per tant, van sorgir noves oficines burocràtiques, reproduint així les funcions dels yamen imperials de moltes maneres.
El terme yamen se segueix utilitzant en l'actualitat de forma col·loquial en Xina per denotar les oficines del govern. De vegades té connotacions negatives d'una burocràcia arrogant o ineficaç.

## Yamensnotables
- El Zongli Yamen ( 總理衙門) va funcionar com una oficina d'assumptes estrangers durant la dinastia Qing.[1]
- El yamen en la Ciutat emmurallada de Kowloon (Hong Kong), és un lloc històric important.[2]
- El Palau Presidencial de Nanquín (总统府 / 總統府) es va modificar a partir dels yamen del Virrei de Liangjiang.
- El yamen del Xian de Neixiang (Henan), és el yamen a nivell de xian millor conservat en l'actualitat a la Xina continental.
- Els yamens dels sis ministeris imperials de la dinastia Qing, en Beijing, es trobaven dins del que avui és la plaça de Tian'anmen, i van ser demolits en etapes en la primera meitat del segle xx.